# Rhodostrophia vibicaria
Rhodostrophia vibicaria là một loài bướm đêm trong họ Geometridae.

## Hình ảnh

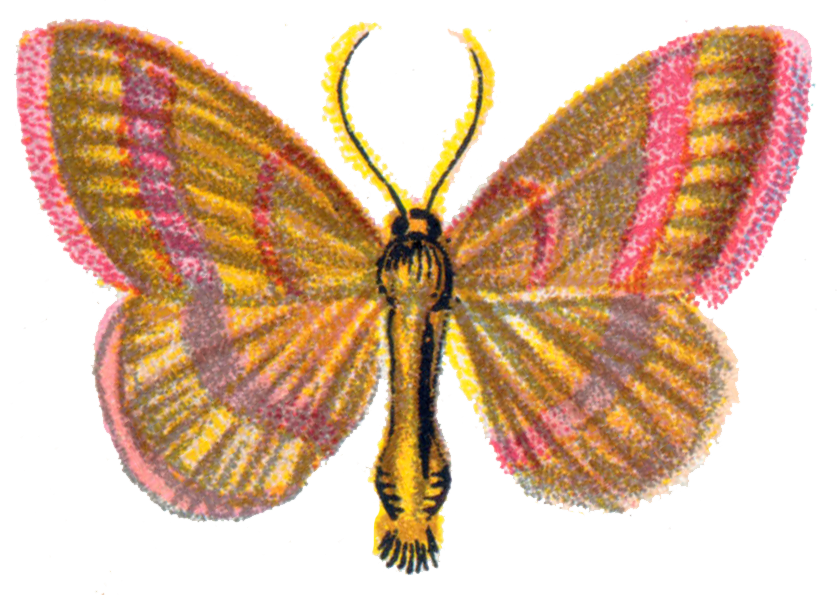
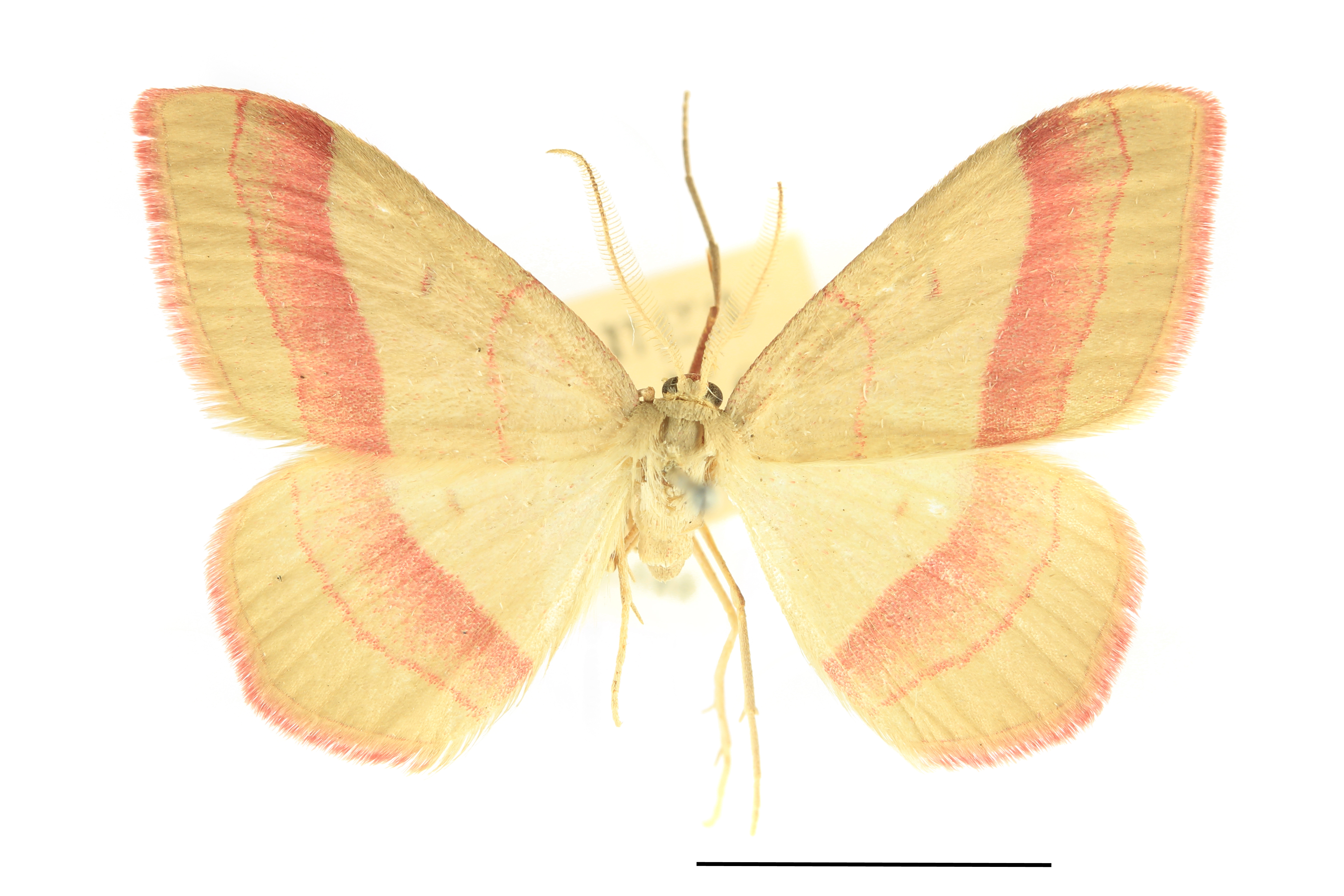